# Günebakan, Niksar
Günebakan là một thị trấn thuộc huyện Niksar, tỉnh Tokat, Thổ Nhĩ Kỳ. Dân số thời điểm năm 2011 là 1.252 người.